# John van den Berk
John van den Berk (Oss, 11 augustus 1967) is een voormalig Nederlandse motorcrosser die tweemaal wereldkampioen is geworden. Hij werd ook tweemaal Nederlandse kampioen in de 125cc-klasse.
Van den Berk kreeg de liefde voor de motorsport mee van zijn vader. Op 9-jarige leeftijd debuteerde hij in de 50cc-klasse. In 1984 won hij met het Nederlandse team de coup des nations. 
In 1987 werd Van den Berk wereldkampioen in de 125cc-klasse op een Yamaha. In het jaar hierop stapte hij over op naar de 250cc-klasse waar hij, nogmaals op de Yamaha, wereldkampioen werd. Hiermee was hij de eerste motorcrosser die de 125cc- en de 250cc-klasse achter elkaar wist te winnen. 
Voor het seizoen 1988 werd hem door de KNMV de Hans de Beaufort-beker uitgereikt. Sinds 1992 heeft hij last van een knieblessure en eind 1995 zette het een punt achter zijn sportcarrière. Van den Berk is tegenwoordig hoofdtrainer van de KNMV en organiseert hij Europese motorcross trainingen.